# Ocell del paradís rondinaire
L'ocell del paradís rondinaire (Ptiloris intercedens) és un ocell de la família dels paradiseids (Paradiseidae).

## Hàbitat i distribució
Habita els boscos de les terres baixes de Nova Guinea oriental.